# José Luis Álvarez (taekwondo)
José Luis Álvarez (19 de enero de 1968) es un deportista español que compitió en taekwondo. Ganó dos medallas en el Campeonato Europeo de Taekwondo en los años 1988 y 1992.

## Palmarés internacional
| Campeonato Europeo | Campeonato Europeo | Campeonato Europeo | Campeonato Europeo |
| Año                | Lugar              | Medalla            | Categoría          |
| ------------------ | ------------------ | ------------------ | ------------------ |
| 1988               | Ankara (Turquía)   | Medalla de bronce  | +83 kg             |
| 1992               | Valencia (España)  | Medalla de plata   | +83 kg             |